# Santiago de Chile
Santiago je glavni grad Republike Čile i upravno središte istoimene pokrajine. Izvan Čilea je poznat kao Santiago de Chile kako bi se razlikovao od drugih gradova u Latinskoj Americi s tim imenom. Godine 2009. imao je 5.278.044 stanovnika. Osnovan je 1541. godine kao Santiago del Nuevo Extremo (nazvan prema španjolskom gradu Ekstremaduri, rodnom mjestu osnivača, Pedra de Valdivije). Leži na rijeci Mapocho u nizini Anda i Primorskog gorja na visini od 500 do 700 metara. Gospodarsko je središte Čilea koje sudjeluje s oko 50% u cjelokupnoj industrijskoj proizvodnji zemlje. Uz prehrambenu, metalnu, elektrotehničku, kemijsku i drvnu industriju te tekstilnu s konfenkcijom, razvijena je preradba kože, proizvodnja papira, stakla i građevnog materijala. Dva sveučilišta, vojne akademije, znanstvene, umjetničke i kulturne ustanove daju mu ulogu kulturnog središta.
Staru gradsku jezgru u kolonijalnom stilu stradalu u čestim potresima (osobito 1647. i 1730.) zamijenili su neboderi, reprezentativni trgovački, stambeni i drugi objekti.
Santiago je poznato turističko središte i važno prometno čvorište, koje autoceste povezuje s obalnim područjem i ostalim čileanskim područjem. Međunarodna zračna luka nosi naziv Arturo Merino Benites ili Pudahuel.

## Poznate osobe
- Salvador Allende, političar
- Arturo Vidal, nogometaš
- Pedro Pascal, glumac
- Laura Vicuña, blaženica
- Iván Zamorano, nogometaš
- Benjamín Kuščević, nogometaš

## Gradovi prijatelji
Santiago ima ugovore o partnerstvu sa sljedećim gradovima:
- Ankara, Turska (2000.)
- Buenos Aires, Argentina (1992.)
- Guayaquil, Ekvador
- Kijev, Ukrajina (1998.)
- Langreo, Španjolska (2007.)
- La Paz, Bolivija
- Madrid, Španjolska (1991.)
- Manila, Filipini[1]
- Miami, SAD
- Minneapolis, SAD (1961.)
- Pariz, Francuska (od 1997.)
- Peking, Kina (2007.)
- Plasencia, Španjolska (2007.)
- Riga, Latvija[2]
- Santiago de Querétaro, Meksiko (2008.)
- São Paulo, Brazil (1998.)
- Tunis, Tunis (1994.)

## Vanjske poveznice
- Službena stranica (šp.)

### Ostali projekti
|  | Zajednički poslužitelj ima još gradiva o temi Santiago de Chile |